# Mennica w Bydgoszczy
Mennica w Bydgoszczy – zakład (mennica) zajmujący się produkcją (biciem) monet oraz medali czynny w latach 1594–1688 w Bydgoszczy. W latach 1627–1644 i 1677–1679 był to jedyny tego typu zakład czynny na terenie Korony Polskiej. W 1621 r. wybito w niej największą i najwartościowszą monetę doby staropolskiej.

## Historia
Prawo bicia monet Bydgoszcz uzyskała na mocy przywileju lokacyjnego z 19 kwietnia 1346 roku. Niepewnym dowodem istnienia mennicy w Bydgoszczy już w XV wieku jest pochodzący z tamtego okresu denar, na którym jest widoczny herb Bydgoszczy oraz napis:"Moneta Bidgosk". Jednakże w pełni udokumentowane jest dopiero powstanie mennicy w 1594 r. na terenie Wyspy Młyńskiej.

### Mennica prywatna (1594–1601)
W 1594 r. król Zygmunt III Waza obdarzył przywilejem założenia mennicy w Bydgoszczy swego faworyta Stanisława Cikowskiego, posła, senatora, podkomorzego krakowskiego i generalnego administratora ceł koronnych.
W 1597 r. kierownikiem mennicy z nadania Cikowskiego został Niemiec Hermann Rüdiger, który ściągnął do niej wybitnych fachowców i znacznie rozwinął zakład. W tym okresie wybijano drobne monety: szelągi, grosze, trojaki i szóstaki. Pracownikami byli głównie Niemcy, Polacy zaś wykonywali prace niefachowe. Mincerze stanowili wyizolowaną, dobrze sytuowaną grupę społeczną, co rodziło konflikty z mieszczanami.
Zakład bydgoski szybko zdobył renomę, dorównując starszym odpowiednikom w Poznaniu i Wschowie. W 1601 r. prace mennic prywatnych, w tym bydgoskiej przerwano w wyniku egzekucji postanowień Sejmu.

### Mennica królewska (1613–1632)
W 1613 r. bydgoską mennicę ponownie otwarto – tym razem jako mennicę królewską Zygmunta III Wazy, jedną z czterech obok mennic w Olkuszu, Gdańsku i Warszawie. Jej administratorem został Konrad Bremmer, a później Holender Jakub Jacobson (1616–1639). Ten ostatni okazał się doskonałym zarządcą, autorem niezwykłego rozwoju zakładu, uznawanego za najlepszy w kraju. W nagrodę Zygmunt Waza nadał mu szlachectwo i przekazał administrację nad pozostałymi mennicami w Polsce: koronnymi, litewskimi i pruskimi. W latach 1627–1644, gdy zamknięte były mennice koronne, działała tylko jedna bydgoska.
Mennica po krótkiej przerwie w działalności w czasie wojny ze Szwecją (1626-27) rozpoczęła nowy asortyment produkcji m.in. bicie talarów. Wtedy właśnie nadszedł dla zakładu najlepszy okres działalności, na poziomie najlepszych zakładów europejskich. Bito wtedy najróżniejsze monety nie tylko na „rynek” polski, ale również za granicę.
W 1621 roku wybito w Bydgoszczy jedne z najokazalszych monet w historii numizmatyki – 100-dukatową donatywę autorstwa Samuela Ammona dla Zygmunta III Wazy z okazji zwycięstwa nad Turkami pod Chocimiem. Średnica monety wynosi 69,2 mm, masa 348,2 g złota. W 2008 na aukcji w Nowym Jorku jedna z wybitych monet tej emisji została sprzedana za kwotę 1 380 000 dolarów, co uczyniło ją wówczas najdroższą polską monetą w historii. Ponowna licytacja tego egzemplarza na aukcji CNG w styczniu 2018 zakończyła się sprzedażą za rekordową kwotę 2,16 mln dolarów.
Przy pomocy tego samego stempla w 1621 wybito 80–dukatową donatywę o wadze 282,84 g (średnica identyczna 69 mm), która w styczniu 2022 na aukcji w Nowym Jorku osiągnęła cenę 900 tys. dolarów (wówczas 3 mln 600 zł).

### Mennica koronna (1632–1688)
W 1632 r. po śmierci króla Zygmunta III Wazy zakład przekształcono w mennicę koronną (państwową), zarządzaną przez podskarbiego koronnego.
W 1644 r. mennica została zamknięta, a część wyposażenia przewieziono do Krakowa. Kolejne wznowienie pracy zakładu wiąże się z wstąpieniem na tron Jana Kazimierza w 1650 r. Odpowiedzialność za bicie monety złożono na ręce podskarbiego koronnego Bogusława Leszczyńskiego, dziadka późniejszego króla Stanisława Leszczyńskiego. Kierownikiem mennicy został Krzysztof Guttman, mieszczanin bydgoski. W czasie jego zarządu wybijane monety miały wysoką próbę srebra, ale jej obniżanie w kolejnych emisjach było prawdopodobnie przyczyną zawieszenia działalności mennicy w 1652 r.
W czasie potopu szwedzkiego zakład uległ zniszczeniu. Działalność wznowiono w 1660 r., a dzierżawcami zostali Tomasz i Andrzej Tymfowie. Mennica wybijała drobną monetę, od 1663 r. złotówki Jana Kazimierza zwane tymfami (jedna z pierwszych monet polskich nazywanych złotówkami). Była to podwartościowa moneta srebrna, której różnica między wartością nominalną a faktyczną miała służyć finansowaniu skarbu królewskiego. Skutkiem ubocznym takich praktyk była powszechna krytyka działalności Tymfów na Sejmach („dobry żart tymfa wart”), która spowodowała, że w 1667 r. mennicę zamknięto. Rok później, w wyniku abdykacji Jana Kazimierza los ten czekał także pozostałe mennice koronne i litewskie.
Za panowania Michała Korybuta Wiśniowieckiego (1669–1673) wybijano w bydgoskiej mennicy monety okazowe oraz drobne monety złote. Były to jedyne monety wybite w Polsce za panowania tego monarchy. Mennicę otwarto ponownie dopiero w 1677 r. i wówczas przez dwa lata zakład w Bydgoszczy był jedyną działającą oficyną państwową w kraju (dwa lata później otwarto mennicę w Krakowie). Dzierżawę zakładu oddano Tytusowi L. Boratiniemu, a następnie Włochowi Bartłomiejowi Sardi.
W okresie do 1688 r., kiedy działalność mennicy na dobre zamarła, sytuacja zmieniała się jak w kalejdoskopie. Dzierżawcy zmieniali się, a na Sejmach trwały niekończące się dyskusje na temat polityki monetarnej, nie kończące się jednak żadną konkluzją.
Z okresu późniejszego nie ma śladów działalności mennicy. Zakład prawdopodobnie stał nie używany, aż blisko 100 lat później (1765 r.) Komisja Skarbu nakazała przewieźć pozostałości bydgoskiej mennicy do Warszawy.

## Układ przestrzenny
Zachowały się dwa precyzyjne inwentarze mennicy z 1672 i 1702 r., które stały się podstawą do odtworzenia układu przestrzennego, form architektonicznych i funkcji obiektu.
Do napędu urządzeń bydgoskiej mennicy szeroko wykorzystywano wodną siłę napędową nurtu rzeki Brdy (kanału Międzywodzie), co na równi z dogodnym położeniem Bydgoszczy przy wodnym szlaku komunikacyjnym (Brda, Wisła), umożliwiającym dogodny transport kruszcu z Gdańska oraz w głąb kraju – przyczyniło się do rozwoju zakładu.
Bydgoska mennica według lustracji zajmowała wschodnią część dzisiejszej Wyspy Młyńskiej i była odseparowana od miasta przez ogrodzenie i cieki wodne (rzeka Brda i Młynówka, kanał Międzywodzie). Na terenie wyspy znajdowało się szereg obiektów technicznych, a także śluzy, w których regulowano dopływ wody poruszającej maszyny mennicze. Kompleks budowli liczył dwanaście obiektów m.in.: piekarnię, kuźnię, koła młyńskie, kierat konny, strzygalnię, piece do topienia srebra. W zakładzie przerabiano dziennie ok. 700 kg kruszcu. Pracowało jednocześnie minimum 50 wykwalifikowanych rzemieślników, nie licząc dostawców surowca (m.in. miedź, srebro) i pośredników.

## Badania archeologiczne
W latach 1993–1994 wykonano badania archeologiczne na Wyspie Młyńskiej. Potwierdziły one rozlokowanie obiektów menniczych, ale nie doprowadziły do wydobycia na światło dzienne monet, ani narzędzi menniczych.

## Muzeum Pieniądza
W 2005 r. w związku z rewitalizacją Wyspy Młyńskiej powstał projekt skansenu numizmatycznego z wykorzystaniem jedynego zachowanego budynku mieszczącego w sobie resztki zabudowań mennicy (kamienica przy ul. Mennica 4). Ostatecznie zabytkowy budynek w trakcie rewitalizacji rozebrano, a w powstałym w jego miejsce nowym obiekcie powstało  Europejskie Muzeum Pieniądza w Bydgoszczy otwarte w 2009 r.. Mieści ono muzeum, w którym można podziwiać m.in. okazy monet z mennicy bydgoskiej z różnych okresów jej działalności, jak również inne wystawy związane z obiegiem pieniądza.